# آریانا اریگو
آریانا اریگو (ایتالیایی: Arianna Errigo؛ زادهٔ ۶ ژوئن ۱۹۸۸) شمشیرباز اهل ایتالیا است.